# Order Chrystusa (Portugalia)
Order Wojskowy Chrystusa (port. Ordem Militar de Cristo) – założony jako zakon rycerski w 1318 w Portugalii przez króla Dionizego I po kasacie zakonu templariuszy w 1312, przekształcony w order królewski w 1789, a następnie w republikańskie odznaczenie państwowe od 1918.

## Historia zakonu i orderu

Godło Zakonu Rycerzy Chrystusa

Powstał jako Zakon Rycerzy Chrystusa (łac. Militia Domini Nostri Jesu Christi). Na mocy bulli papieskiej z 1319 zakon przejął majątek templariuszy w Portugalii. Główną siedzibę miał początkowo w Castro Marim, a następnie w 1357 siedzibę przeniósł do dawnego głównego zamku portugalskich templariuszy w Tomarze – do tamtejszego Klasztoru Zakonu Chrystusa. Pierwszy mistrz zakonu wywodził się z zakonu Avis, ale szeregowymi członkami w pierwszym pokoleniu byli dawni templariusze. Zakon przyjął regułę Kalatrawy i duchowe przewodnictwo opactwa cysterskiego w Alcobaça. Strój zakonny był koloru białego.
Zakon odgrywał ważną rolę w Portugalii, jego majątek był wykorzystywany do finansowania wypraw zamorskich, a jego członkowie brali udział w wielkich odkryciach geograficznych oraz przyczynili się do budowy portugalskiego imperium kolonialnego. Do zakonu należeli m.in. książę Henryk Żeglarz oraz przyszły król Portugalii Jan II. Na początku XVI w. zakon miał 454 komandorii w Portugalii, Afryce i Indiach.
W 1492 papież Aleksander VI zwolnił Zakon Chrystusa ze ślubów religijnych, co potwierdził papież Juliusz II. W ten sposób zakon został włączony do korony portugalskiej i stał się „orderem”. Jedynie kapelani zakonni prowadzili życie klasztorne w Tomar aż do 1834.
W 1551 papież Juliusz III nadał dziedzicznie tytuł wielkiego mistrza królom Portugalii. Jednakże, choć Stolica Apostolska scedowała zarząd zakonu na królów Portugalii, to nadal była (i jest) Suwerenem zakonu i po dziś dzień jest to także najwyższy w hierarchii pontyfikalny zakon rycerski i order papieski: Militia Domini Nostri Jesu Christi (Najwyższy Order Chrystusa). W ten sposób powstały dwie niezależne od siebie obediencje Zakonu Chrystusa.
W 1789 królowa Maria I dokonała sekularyzacji zakonu i przekształcenia go w odznaczenie nadawane za zasługi pod nazwą Order Królewski Rycerzy Pana Naszego Jezusa Chrystusa (port. Real Ordem dos Cavaleiros de Nosso Senhor Jesus Cristo). Odtąd  nadawany był również jako część składowa najważniejszego portugalskiego odznaczenia – Wstęgi Trzech Orderów, a także Wstęgi Dwóch Orderów.
Po obaleniu monarchii w Portugalii wszystkie ordery o katolickim charakterze zostały zniesione 15 października 1910 (utrzymano jedynie Order Wojskowy Wieży i Miecza).
W 1918 republikański rząd dokonał przywrócenia orderu, który stał się odtąd wysokim odznaczeniem państwowym Republiki Portugalii.

## Klasy orderu
Początkowo podzielony na pięć, obecnie dzieli się na sześć klas:
- klasa I – Wielki Łańcuch (Grande-Colar), klasa wprowadzona w 2021, łańcuch orderowy oraz wszystkie insygnia II klasy[3],
- klasa II – Krzyż Wielki (Grã-Cruz), wielka wstęga wieszana z prawego ramienia do lewego boku i złota gwiazda orderowa na lewą pierś,
- klasa III – Wielki Oficer (Grande-Oficial), komandoria wieszana na szyi i złota gwiazda orderowa na lewą pierś,
- klasa IV – Komandor (Comendador), komandoria wieszana na szyi i srebrna gwiazda orderowa na lewą pierś,
- klasa V – Oficer (Oficial), wstążka wieszana na lewej piersi z rozetką umieszczoną na klamrze,
- klasa VI – Kawaler/Dama (Cavaleiro/Dama), wstążka wieszana na lewej piersi na klamrze bez rozetki[2].

## Odznaczeni
Znane osobistości odznaczone Krzyżem Wielkim
Monarchowie:

- Jerzy IV
- Edward VII
- Jerzy V
- Edward VIII
- Elżbieta II
- Albert I Koburg
- Baldwin I Koburg
- Leopold I Koburg
- Leopold II Koburg
- Leopold III Koburg
- Ferdynand II Koburg
- Ferdynand VII Burbon
- Filip VI Burbon
- Karol IV Burbon
- Franciszek II Habsburg
- Fryderyk VI
- Fryderyk VII
- Fryderyk VIII
- Gustaw V
- Haakon VII
- Fryderyk Wilhelm III
- Karol II Rumuński
- Wiktor Emanuel III
- Wilhelm I Orański
- Wilhelm I Hohenzollern
- Maria Teresa Luksemburska
- Szarlotta Luksemburska
- Paola Belgijska
- Aleksander I Romanow
- Aleksander I Karadziordziewić
- Aleksander I Obrenowić
- Milan I Obrenowić
- Napoleon Bonaparte
- Napoleon III Bonaparte
- Ludwik XVIII
- Faruk I
- Guangxu
- Chulalongkorn
- Bhumibol Adulyadej
- Hajle Syllasje I

Politycy:

- 1919 – Epitácio Pessoa (BTO)
- 1928 – Washington Luís (BTO)
- 1933 – Edvard Beneš
- 1934 – Valéry Giscard d’Estaing
- 1941 – Getúlio Vargas (BTO)
- 1954 – René Coty (BDO)
- 1955 – Marcos Pérez Jiménez (BDO)
- 1955 – João Café Filho (BTO)
- 1956 – Konrad Adenauer
- 1957 – Juscelino Kubitschek
- 1962 – Francisco Franco
- 1967 – Pieter Willem Botha
- 1975 – Jacques Chirac
- 1996 – José Manuel Durão Barroso
- 2005 – Jean-Claude Juncker
- 2006 – José Luis Rodríguez Zapatero

### Odznaczeni Polacy
- 1931 – Józef Beck (polityk)
- 1940 – Karol Dubicz-Penther (dyplomata)
- 1932 – Władysław Dziadosz (polityk)
- 1934 – Jan Fryling (dyplomata)
- 1931 – Władysław Günther-Schwarzburg (dyplomata)
- 1934 – Leon Kozłowski (polityk)
- 2010 – Konrad Krajewski (biskup)
- 1931 – Stanisław Oktawiusz Małachowski
- 1931 – Ignacy Matuszewski (polityk)
- 1931 – Michał Mościcki (dyplomata)
- 1931 – Jan Perłowski (dyplomata)
- 1931 – Leon Janta Połczyński (polityk)
- 1944 – Józef Alfred Potocki (dyplomata)
- 1931 – Aleksander Prystor (polityk)
- 1931 – Mieczysław Sokołowski (polityk)
- 1932 – Stanisław Sośnicki (dyplomata)
- 1931 – Jan Starzewski (dyplomata)
- 1933 – Jan Szembek (dyplomata) (dyplomata)
- 1935 – Marian Szumlakowski (dyplomata)
- 1931 – Alfred Wysocki (dyplomata)
- 1931 – August Zaleski (polityk)